# Derwent, Yorkshire
Derwent är ett vattendrag i Storbritannien.   Det ligger i riksdelen England, i den centrala delen av landet, 260 km norr om huvudstaden London.